# 그랜틀리 골딩

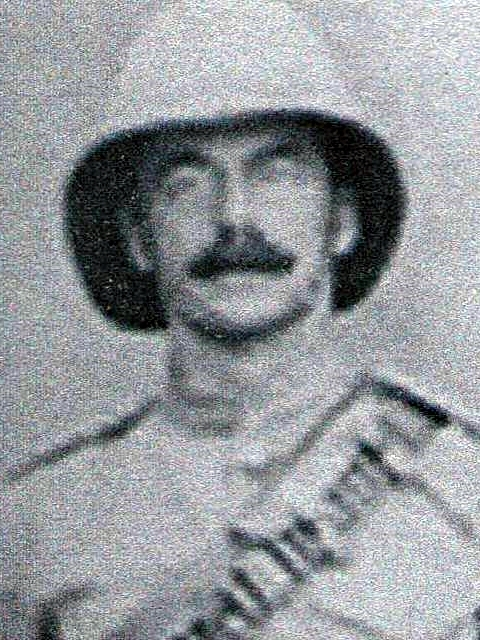

그랜틀리 토마스 스마트 골딩(영어: Grantley Thomas Smart Goulding, 1874년 3월 23일~1944년)은 글로스터셔주의 하트 퓨리에서 태어났으며 남아프리카 공화국의 나탈주에 있는 음코마스에서 사망한 영국의 육상 선수이다. 그는 아테네에서 열린 1896년 하계 올림픽에 참가했다.

## 개인적인 삶
그랜틀리 골딩은 글로스터셔의 부농의 집에서 태어났다. 그는 나중에 남아공으로 이주했으며 나탈주 해안에 정착했다.

## 올림픽 경험
그랜틀리 골딩은 그가 1895년 시즌에 수많은 우승을 했을 때 그 지역의 평판을 만들어냈다. 글로스터셔에서 있었던 경기에서 그는 남아공의 챔피언을 이겼으나 그가 그의 예선 경기에서 꼴찌를 했던 AAA 선수권 대회에 비하면 덜 성공적이었다.
골딩은 아테네에서 110m 허들 경기에 참가했다. 예선에서 18.4초를 기록, 결선에 오랐다. 결승에서는 다른 두 선수가 기권을 해서 미국의 토마스 커티스하고만 대결을 했다. 골딩이 출발선에서 발을 헛디딘 것은 결정적이었다. 그로인해 커티스는 반바퀴 가까이 앞섰으며 그 차이를 따라잡긴 했지만 경기가 끝나고나서 심판진은 커티스가 골딩을 5 cm 앞섰다고 발표했다. 이 둘의 기록은 17.6초로 똑같았다.